# Bruises (Chairlift)
Bruises is een nummer van de Amerikaanse indieband Chairlift uit 2008. Het is de tweede en laatste single van hun debuutalbum Does You Inspire You.
Het nummer, dat gaat over verliefd worden, werd in een paar landen een klein hitje. Een reclame voor de Apple iPod Nano-Chromatic uit 2008, waarin het nummer gebruikt werd, heeft daaraan bijgedragen. "Bruises" flopte in Amerika, maar bereikte wel de 50e positie in het Verenigd Koninkrijk. Ook in Nederland bereikte het nummer geen hitlijsten, terwijl in Vlaanderen de 5e positie in de Tipparade werd gehaald.